# ハイディマリー・ステファニション＝パイパー

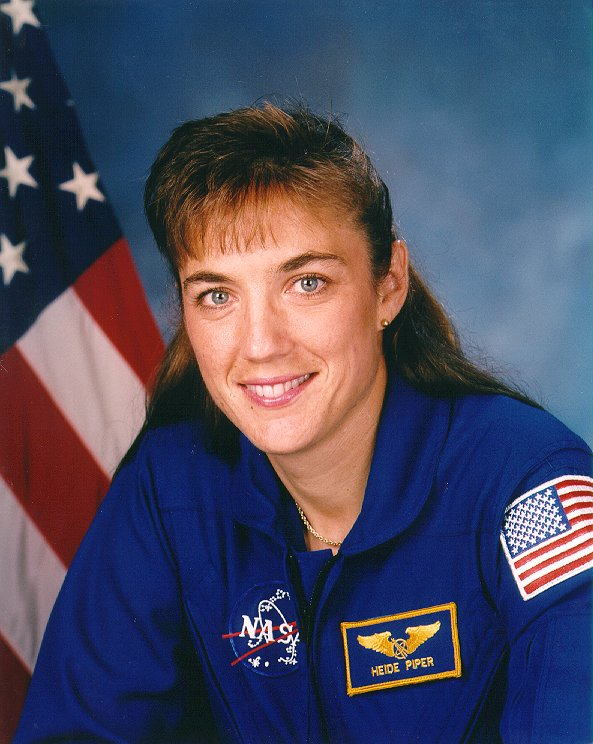

ハイディマリー・マーサ・ステファニション＝パイパー(Heidemarie Martha Stefanyshyn-Piper、1963年2月7日 - )は、アメリカ海軍軍人、アメリカ航空宇宙局の宇宙飛行士である。海軍での階級は大佐で、海難救助隊員も経験し、オアフ島沖でのエクソン・ヒューストンの座礁救援やペルーの潜水艦パコーチャの引き上げにも携わった。宇宙飛行士としては、STS-115とSTS-126で2度宇宙を訪れており、歴代25位となる合計33時間42分の宇宙遊泳も行っている。

## 生い立ち
ステファニション＝パイパーは、ミネソタ州セントポールでウクライナ系アメリカ人の家系に生まれた。1980年にセントポールにあるダーハムホール女子高校を卒業し、マサチューセッツ工科大学で1984年に機械工学の学士号、1985年に修士号を取得した。アマチュア無線の免許を持っている。

## 軍歴
ステファニション＝パイパーは、1985年6月にMITで予備役将校訓練課程を受け、フロリダ州パナマ市のNaval Diving and Salvage Training Centerで訓練を受けた。彼女はための遠征の途中、オアフ島で座礁したエクソン・ヒューストンの救助を行った。現在は海軍大佐の階級にある。

## NASAでの経歴
ステファニション＝パイパーは、1996年4月に宇宙飛行士の候補に選ばれ、6月からジョンソン宇宙センターで訓練を開始した。2年間の訓練と評価を終え、ミッションスペシャリストとして採用された。最初は打上げと帰還時の飛行士の支援の任務に携わり、またペイロードや宇宙遊泳の部署にも所属した。

### STS-115
ステファニション＝パイパーは、2006年9月9日に打ち上げられ、9月21日に帰還したSTS-115でミッションスペシャリストとして初の宇宙飛行を行い、女性として8人目の宇宙遊泳経験者となった。2度の宇宙遊泳の合計は12時間8分に達し、これは女性としては2番目の記録だった。また、ミネソタ州出身の女性が宇宙に行ったのは初めてのことだった。
2006年9月22日、家族と友人が催した帰還パーティーで、ステファニション＝パイパーは2度転倒した。ヒューストンのエリントン・ホールで行われたセレモニーでは、スピーチの間に軽い頭痛を感じた。外科医の診察によると、体に悪いところはないが、地球の重力にまだ慣れていないということであった。

### STS-126
2008年11月14日から11月30日まで行われたSTS-126では、ミッションスペシャリストとして3度の宇宙遊泳を行った。3度の宇宙遊泳を終えて合計時間は33時間42分となり、これは歴代25位の記録となった。

## 退職
2009年7月に彼女はNASAを退職し、海軍での勤務に戻った

## 家族
父のマイケル・ステファニションは故人で、ウクライナのガリツィアで生まれ、第二次世界大戦中はドイツで働いていた。戦後にドイツ人の女性と結婚し、アメリカ合衆国に移住した。母のアデルハイド・ステファニションは現在もセントポールに住んでいる。ステファニション＝パイパーはウクライナ人のコミュニティで育ち、ウクライナ語を話す。彼女はグレン・A・パイパーと結婚し、祖父から取られたマイケルという名前の息子が1人いる。彼女は、自分の家族のルーツを忘れないため、自分の旧姓をハイフンで結んだ。趣味はスキューバダイビング、水泳、ランニング、ローラーブレード、アイススケート等である。